# Sozialistische Partei Amerikas

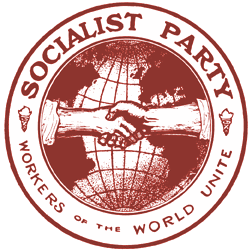
Logo der Sozialistischen Partei Amerikas von 1901–1973

Die Sozialistische Partei Amerikas (Socialist Party of America, SPA) war eine sozialistische politische Partei in den Vereinigten Staaten und amerikanischer Teil der Sozialistischen Internationale. Sie wurde 1901 durch den Zusammenschluss der Sozialdemokratischen Partei von Eugene V. Debs, die drei Jahre vorher von Veteranen des Pullman-Streiks bei der American Railway Union gegründet worden war, und eines Flügels der älteren Socialist Labor Party of America gegründet. Die Partei wurde nach langen Konflikten um den Vietnamkrieg 1973 aufgelöst. Die Nachfolgeparteien sind die Sozialistische Partei der USA (SPUSA), die Social Democrats USA (SDUSA) und die Democratic Socialists of America (DSA).

## Geschichte

### Frühe Geschichte
Von 1901 bis zum Ausbruch des Ersten Weltkrieges war die Sozialistische Partei aus eigener Sicht die erfolgreichste Drittpartei des 20. Jahrhunderts in den Vereinigten Staaten, mit Tausenden örtlich gewählten Amtsträgern. Es gab zwei Sozialisten, Meyer London aus New York und Victor L. Berger aus Wisconsin, die Mitglied des Kongresses waren, über 70 Bürgermeister und viele Abgeordnete der Parlamente der Bundesstaaten und Stadtratsmitglieder. Sozialistische Organisationen waren im Mittleren Westen, besonders in Oklahoma und Wisconsin, am stärksten.
Die programmatische Bandbreite der ersten Mitglieder reichten von einem mehr arbeiterorientierten Sozialismus, wie beim Parteivorsitzenden New Yorks Morris Hillquit und beim Kongressabgeordneten Berger, bis zu einem radikalen Syndikalismus der IWW wie bei Bill Haywood und dem altgedienten agrarisch-utopischen Radikalismus wie bei Julius Wayland, der das Zentralorgan Appeal To Reason herausgab. Die Parteimitgliedschaft war aus Gewerkschaftern, Minenarbeitern, Immigranten und Intellektuellen zusammengesetzt, welche oftmals untereinander zerstritten waren. Die Partei hatte zu dieser Zeit eine angespannte Beziehung zur Gewerkschaft AFL. Während diese nach außen gegen die Sozialisten war, drängten Parteiführer wie Berger und Hillquit auf eine Zusammenarbeit mit der AFL, in der Hoffnung auf die Gründung einer breiter aufgestellten Arbeiterpartei. Ihr führender Verbündeter in der AFL war Max Hayes, Präsident der International Typographical Union. Diese Bemühungen wurden jedoch von vielen in der Sozialistischen Partei mit bitterer Verachtung abgestraft.
Am 16. Juni 1918 hielt der Parteivorsitzende Eugene Victor Debs eine Antikriegsrede in Canton, Ohio, in der er gegen den Ersten Weltkrieg protestierte. Er wurde durch die Anwendung des Sedition Act of 1918, der jede Kritik an der Kriegspolitik der Regierung unter Strafe stellte, verhaftet. Er wurde angeklagt und zu einer 10-jährigen Haftstrafe verurteilt. Die Ablehnung des Ersten Weltkrieges verursachte einen Rückgang bei den Mitgliederzahlen der älteren Mitglieder. Ein Anstieg der Mitgliederzahlen in ihren Sprachgruppen aus Ländern, die in die Oktoberrevolution verwickelt waren, erwies sich als illusorisch, da diese Mitglieder bald an die Communist Labor Party verloren gingen. Die Partei verlor auch einige ihrer besten Aktivisten, die für Amerikas Eintritt in den Ersten Weltkrieg waren. Dazu zählten Walter Lippmann, John Spargo, George Phelps Stokes und William English Walling. Sie gründeten kurzerhand eine Gruppe, die sich National Party nannte. Sie hofften darauf, sich mit den Überresten von Theodore Roosevelts Progressive Party und der Prohibition Party zusammenschließen zu können.

### Ausschluss von Unterstützern des Bolschewismus
Im Januar 1919 lud Lenin den linken Flügel der Sozialistischen Partei zur Gründung der Komintern ein.
Der linke Flügel hielt im Juni 1919 eine Konferenz ab, um die Kontrolle über die Partei zurückzuerlangen. Dies sollte durch die Forderung geschehen, dass Teile der Partei, die ausgeschlossen worden waren, ihre Plätze zurückerhielten. Die Sprachverbände, in die schließlich Charles Ruthenberg und Louis Fraina eintraten, ließen jedoch von diesen Bemühungen ab und gründeten auf einem eigenen Kongress in Chicago am 2. September 1919 ihre eigene Partei, die Communist Party of America (CPA). Gleichzeitig gründete eine Gruppierung um Alfred Wagenknecht die Communist Labor Party, welche sich 1920 mit Teilen der CPA, und 1921 mit dem Rest der CPA wiedervereinen sollte.
In der Zwischenzeit kamen die von John Reed und Benjamin Gitlow vorgetragenen Pläne zur Zerschlagung des Kongresses der Sozialistischen Partei voran. Durch einen Hinweis darauf aufmerksam gemacht, verständigten die Verantwortlichen die Polizei, die die Linken aus der Halle entfernte. Die verbliebenen linken Delegierten verließen ebenfalls die Halle und trafen sich mit den ausgeschlossenen Delegierten. Dies führte zur Gründung der Communist Labor Party am 1. September 1919. Die beiden Parteien schlossen sich schließlich 1921 zusammen, um den Vorläufer der Kommunistischen Partei der USA (CPUSA) zu gründen.

### Wahlkampagnen
Von 1904 bis 1912 trat Eugene V. Debs bei jeder Präsidentschaftswahl als Kandidat für die Sozialistische Partei an. Das beste Ergebnis erreichte der Wahlkampf von 1912, als Debs 6 % der Wählerstimmen auf seine Partei vereinigen konnte. 1920 trat Debs noch einmal als Präsidentschaftskandidat an; diesmal aus dem Gefängnis, wo er eine Haftstrafe absitzen musste, weil er sich öffentlich gegen den Eintritt der Vereinigten Staaten in den Ersten Weltkrieg ausgesprochen hatte. Er erhielt ungefähr die gleiche Stimmenanzahl wie bei der Wahl von 1912. Debs wurde an Weihnachten 1921 vom damaligen US-Präsident Warren G. Harding begnadigt.
1924 trat kein Präsidentschaftskandidat für die Sozialistische Partei an. Sie half der AFL und den Railroad Brotherhoods bei der Unterstützung des Kandidaten der Progressiven Partei, Senator Robert M. La Follette aus Wisconsin. Unter der Führung von Debs und Hillquit folgten die amerikanischen Sozialisten dem Beispiel der Sozialisten aus dem Vereinigten Königreich, die in nur wenigen Jahren die Gründung der Labour Party zustande brachten. Gegen die tief empfundenen Plädoyers von Debs und Hillquit löste sich die neue Partei 1925 wieder auf.
1928 trat die Sozialistische Partei wieder alleine bei den Präsidentschaftswahlen an. Die Führung der Partei hatte zu diesem Zeitpunkt Norman Thomas inne, ein presbyterianischer Pfarrer aus Harlem und Gründer der Menschenrechtsorganisation American Civil Liberties Union. Thomas blieb bis nach dem Ende des Zweiten Weltkrieges der Präsidentschaftskandidat der Partei.

### Die Wende nach Links
Während der Großen Depression erfuhr die Partei einen großen Zuwachs an Mitgliedern, besonders bei der Jugend. Die Jugendführer tendierten jedoch schnell zu einer Aussöhnung und Wiedervereinigung mit der CPUSA unter Beibehaltung der Politik der Einheitsfront der Komintern. Führer der Einheitsfront waren Reinhold Niebuhr, Andrew Biemiller, Daniel Hoan und Gus Tyler. Viele dieser Personen wurden Gründungsmitglieder der Americans for Democratic Action (ADA), einer liberalen Schlüsselorganisation während des Kalten Krieges. Die sog. "Militanten" triumphierten beim Parteikongress der Sozialistischen Partei in Detroit im Juni 1934. Sie beschleunigten den Auszug der gegnerischen "Alten Garde", die von Louis Waldman und David Dubinsky geführt wurde und die Gründung einer nationalen Bauern-Arbeiterpartei, geführt von Huey Pierce Long, anstrebte. Nachdem dies fehlgeschlagen war, gründeten die Führer der "Alten Garde" 1936 die Social Democratic Federation und unterstützten damit ungewollt Franklin D. Roosevelt.
Zu dieser Zeit schwammen die Militanten unter Beibehaltung der Strategien der Volksfront (verschleierte Durchsetzung kommunistischer Ziele durch Zusammenarbeit mit sozialdemokratischen und bürgerlichen Parteien) ebenso auf einer Erfolgswelle wie Roosevelt. Die Partei wurde dann von den Masseneintritten der amerikanischen Anhänger von Leo Trotzki um James P. Cannon und Max Shachtman gestützt. Die Trotzkisten verursachten starke innerparteiliche Turbulenzen, zumal sie die Mehrheit der Parteijugend für ihre Positionen gewinnen konnten, was schließlich 1938 zu deren Ausschluss führte.

### Zeit des Schwindens
Ab 1940 blieb nur ein kleiner Kern in der Partei zurück. 1948 führte Norman Thomas seine letzte Präsidentschaftskandidatur, nach der er zu einem kritischen Befürworter des nachkriegsliberalen Konsenses wurde. Die Partei konnte einige lokale Erfolge in Milwaukee, Bridgeport (Connecticut) und Reading (Pennsylvania) verbuchen. In New York traten ihre Kandidaten oftmals auf Listen der Liberalen an. 1956 versöhnte und vereinigte sich die Partei wieder mit der Social Democratic Federation. 1958 ließ die Partei Mitglieder der Independent Socialist League in ihren Reihen zu, welche vorher vom ehemaligen Vertrauten Trotzkis, Max Shachtman, geführt wurde. Obwohl er sich einer sozialdemokratischen Haltung zuwandte, trug Shachtman bloß die French Turn-Politik nach außen, die er seit den 1930er Jahren vertrat. Shachtmans jüngere Anhänger wie Bayard Rustin waren in der Lage, neue Energie in die Partei zu bringen, und halfen ihr dabei, eine aktive Rolle in der Bürgerrechtsbewegung zu spielen.

### Aufspaltung
In den späten 1960er Jahren fiel die Sozialistische Partei unter die Kontrolle von Anhängern Shachtmans, die sich durch ihre Unterstützung für den Vietnamkrieg und für den rechten Flügel der Demokratischen Partei, geführt von Scoop Jackson, von der Neuen Linken abgrenzten. Nach langen, zermürbenden Konflikten gewannen sie 1973 die uneingeschränkte Kontrolle über die Partei und nannten sie in Social Democrats USA (SDUSA) um.
In der Zwischenzeit gründete der Parteiflügel, der von Michael Harrington geführt wurde, das Democratic Socialist Organizing Committee (später nach der Fusion mit dem New American Movement 1983 Democratic Socialists of America, DSA), das auch innerhalb der Demokratischen Partei arbeitete, aber nur von deren linken Flügel, der von George McGovern geführt wurde, unterstützt wurde. Sie hatten in den 1970ern einige Erfolge, aber waren abhängig von Harringtons Persönlichkeit und später von der Unterstützung Jesse Jacksons. Ein dritter Teil der alten Partei, geführt von dem bekannten Antikriegsaktivisten David McReynolds, beanspruchte den Namen Sozialistische Partei der USA (SPUSA). Diese letzte neugeformte Sozialistische Partei hat sich in den Vereinigten Staaten zu einer kleinen Dritten Partei mit nahezu 1500 Mitgliedern entwickelt. Diese Partei, welche dezidiert linkssozialistische Positionen vertritt, stellt regelmäßig Kandidaten für öffentliche Ämter auf, jedoch zumeist ohne großen Erfolg.

## Präsidentschaftskandidaten
| Wahlen | Kandidaten                                                    |
| ------ | ------------------------------------------------------------- |
| 1900   | Eugene V. Debs & Job Harriman (Sozialdemokratische Partei)    |
| 1904   | Eugene V. Debs & Ben Hanford                                  |
| 1908   | Eugene V. Debs & Ben Hanford                                  |
| 1912   | Eugene V. Debs & Emil Seidel                                  |
| 1916   | Allan Louis Benson & George Kirkpatrick                       |
| 1920   | Eugene V. Debs & Seymour Stedman                              |
| 1924   | Robert M. La Follette & Burton K. Wheeler (Progressive Party) |
| 1928   | Norman Thomas & James H. Maurer                               |
| 1932   | Norman Thomas & James H. Maurer                               |
| 1936   | Norman Thomas & George A. Nelson                              |
| 1940   | Norman Thomas & Maynard C. Krueger                            |
| 1944   | Norman Thomas & Darlington Hoopes                             |
| 1948   | Norman Thomas & Tucker P. Smith                               |
| 1952   | Darlington Hoopes & Samuel H. Friedman                        |
| 1956   | Darlington Hoopes & Samuel H. Friedman                        |

(für Kandidaten von 1976 bis heute: siehe Sozialistische Partei der USA)